# Snekkja

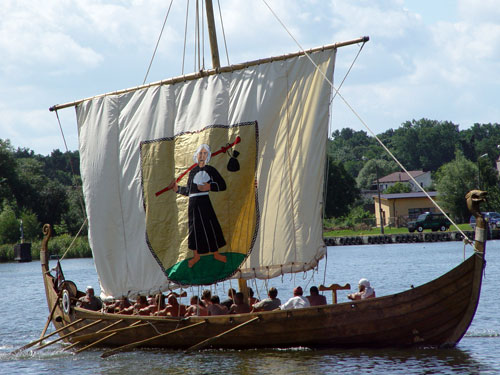
Le "Morąg", réplique polonaise de snekkja

Le ou la snekkja (improprement snekkar dans des ouvrages de vulgarisation et des sites amateurs. Danois, norvégien : snekke, pluriel snekker; suédois snäcka, pluriel snäckar, peu employé) est un type de bateau viking de guerre (herskip « transport de troupes »). C'est l'un des plus grands types de navire construits par les Scandinaves au XIe siècle et au XIIe siècle. Il était aussi l'un des plus performants.

## Étymologie
Le mot norrois snekkja correspond à un type de bateau mentionné dans les sagas médiévale, son pluriel au nominatif est snekkjur. Il dérive probablement du nom du serpent en norrois : snákr, nominatif pluriel snákar cf. islandais snákur, nominatif pluriel snákar.
Le vocable snekkja est à l'origine de différents mots dans différentes langues, dont l'ancien normand esneque, variantes esnecke, ene(s)ke, eneque, esnege, etc. La plus ancienne version du nom est latinisée dans les sources normande sous la forme isnechia et le terme est encore utilisé par Philippe Mouskes au XIIIe siècle sous les formes esnèkes / esnèques. Il existait aussi en vieil anglais sous la forme snacc, moyen anglais snack. En ancien suédois on trouve aussi cet étymon sous la forme snækia où il signifie « navire de guerre spécialement recruté pour la levée navale ». Il se perpétue encore dans les différentes langues scandinaves modernes, sous des formes évoluées phonétiquement et sémantiquement : islandais snekkja « vaisseau, navire rapide » ; norvégien snekke « navire de 16 à 24 pieds » ; danois snekke « vaisseau ». Le terme subsiste dans la toponymie des pays nordiques, des îles du nord de l'Écosse et de la Normandie, désignant des rochers évoquant ces bateaux ou sur lesquels ils ont fait naufrage : le Guesnèque (Manche, Baie d'Écalgrain), la Longuesnèque (Manche, Havre de Goury), la Sénèque d'Amont (Manche, pointe d'Auderville). 
L'emploi (impropre) de snekkar est très présent dans la littérature et dans les médias, surtout depuis le naufrage en 1986 du chalutier Snekkar Arctic au large de l'Écosse.

## Histoire
L'utilisation de ce bateau n'est pas antérieure au milieu du XIe siècle dans une bonne partie de l'Europe (Nord-Ouest, Nord et Est). Les sources scandinaves, anglaises et normandes convergent sur ce point : le snekkja ne débarque sur la scène maritime européenne que vers l'année 1050. Il sera beaucoup utilisé par les Normands au XIIe siècle. La Blanche-Nef au service de Henri Ier Beauclerc est décrite  par Orderic Vital, moine de l'abbaye de Saint-Evroult, comme une esneque propulsée par 50 rameurs. Plus tard, vers la fin du XIIe siècle, il est dit que l’esneque de Richard Cœur de Lion comportait un équipage composé d'un timonier ou capitaine (sturmannus « esturman » du vieux norrois stýrimaðr « pilote, timonier, capitaine ») et de 60 matelots. Ces esneques normandes étaient plus grandes que le modèle scandinave d'origine, celle de Richard pouvait transporter un petit bateau à bord. En outre, ces navires pouvaient embarquer des chevaux comme on le constate dès l'époque de Guillaume le Conquérant, dépeint par la tapisserie de Bayeux. Une source scandinave fait écho à cette capacité, puisqu'elle mentionne la flotte des Wendes lors d'un raid en 1135 dont les snekkja pouvaient contenir 44 hommes et 2 chevaux. En Scandinavie, la snekkja était au service du roi dans le cadre du leiðangr, la levée de l'armée navale qui était utilisée pour la défense du territoire et obligeait les paysans répartis en circonscriptions maritimes, à fournir un navire de guerre tout équipé et ravitaillé. En général, les historiens contemporains tendent à considérer que cette levée navale peut être mise en parallèle avec la progression du système féodal en Scandinavie, plutôt qu'avec la période viking. C'est sans doute le leiðangr (bien que le mot n'ait pas de cognat dans les lois ducales) qui permit à Guillaume le Conquérant de construire et de rassembler une flotte en un temps record pour envahir l'Angleterre. La Chronique anglo-saxonne rapporte aussi qu'en Angleterre même, Edouard le Confesseur possédait une flotte de 40 snacc équipées dans le port de  Sandwich. Toujours est-il qu'avec la conquête de l'Angleterre, l’esneque acquiert un statut particulier, c'est le navire type au service du duc-roi. Il devint même une sorte de ferry-boat aristocratique qui assurait le trafic transmanche entre le duché de Normandie et le royaume d'Angleterre, à ce titre, il y avait vraisemblablement plusieurs navires qui assuraient ce service. Par ailleurs, le service de ce navire, documenté, est appelé ministerium de esnecca et son trajet le plus fréquent est Barfleur / Portsmouth aller-retour.

## Description et usage
Il est plus petit que le skeid (skeið), il est conçu pour des besoins différents, à savoir pour des voyages et pour la guerre. Plus polyvalent que le skeið, il fait office de transport de troupes et correspond sans doute au développement de nouvelles stratégies navales (voir ci-dessus). 
Il peut mesurer plus de 30 mètres de long, et avancer à la voile sous l'effet du vent, mais aussi par des avirons. Au large, les Vikings naviguaient le plus souvent à la voile, mais se servaient des avirons près des côtes et pour remonter les cours d'eau à l'intérieur des terres. Les sagas islandaises le présente comme un langskip de 20 bancs (tvítugsessa) de nage servis par 40 rameurs. L'équipage total pouvait atteindre les 50 hommes, voire davantage. Le moine de l'abbaye de Saint-Wandrille qui rédige les Miracula sancti Vulfranni le compare à un ingens paro, c'est-à-dire un immense navire de guerre, paro désignant au Moyen Âge un petit navire rapide, comme par exemple un navire de pirate.

## Exemples de navires
- Le Skuldelev 5 au Musée des navires vikings de Roskilde en est le meilleur témoignage[6];
- Le Helge Ask et le Sebbe Als en sont une réplique moderne.